# 欽定皇朝通志
| 十通               |
| 《通典》           |
| 《通志》           |
| 《文献通考》       |
| 《续通典》         |
| 《续通志》         |
| 《续文献通考》     |
| 《清朝通典》       |
| 《清朝通志》       |
| 《清朝文献通考》   |
| 《清朝续文献通考》 |

《欽定皇朝通志》，即《清朝通志》《清通志》，清代嵇璜、劉墉等奉敕撰，成書於乾隆五十二年（1787年）。記載自清初至乾隆五十年止的典章制度。為十通之一。又與《欽定皇朝通典》《欽定皇朝文獻通考》及《清朝續文獻通考》，合稱「清朝四通」。

## 內容
《清朝通志》，全書共百二十六卷，體例上異於《通志》《續通志》，略去本紀、世家、列傳、年譜，僅存二十略，故《四庫全書》將其列入《政書》類，而非《別史》類。除了氏族、六書、七音、校讎、圖譜、金石、昆蟲草木等略以外，內容大體與清朝通典重複。

## 目錄
《清朝通志》二十略目錄：氏族略凡十卷（卷一至十）、六書略凡三卷（卷十一至十三）、七音略凡四卷（卷十四至十七）、天文略凡六卷（卷十八至二十三）、地理略凡八卷（卷二十四至三十一）、都邑略凡四卷（卷三十二至三十五）、禮略凡十二卷（卷三十六至四十七）、諡略凡八卷（卷四十八至五十五）、器服略凡六卷（卷五十六至六十一）、樂略凡二卷（卷六十二至六十三）、職官略凡八卷（卷六十四至七十一）、選舉略凡三卷（卷七十二至七十四）、刑法略凡六卷（卷七十五至八十）、食貨略凡十六卷（卷八十一至九十六）、藝文略凡八卷（卷九十七至一百四）、校讐略凡八卷（卷一百五至一百十二）、圖譜略凡二卷（卷一百十三至一百十四）、金石略凡七卷（卷一百十五至一百二十一）、災祥略凡三卷（卷一百二十二至一百二十四）、昆蟲草木凡二卷（卷一百二十五至一百二十六）。

## 提要
《四庫提要》：「二十略之目，亦與鄭樵原本同。而紀傳年譜則省而不作。蓋實錄國史，尊藏金匱。與考求前代、刪述舊文，義例固不侔也。至於二十略中，有原本繁而今汰者三：《都邑略》中樵兼載四裔所居，非但約略傳聞，地多無據，且外邦與帝京並列，義亦未安。今惟恭錄興京、盛京、京師城闕之制，以統於尊。《諡略》中樵分三等二百十品，多所臆定。今惟恭錄賜諡，以昭其慎。《金石略》中樵所采頗雜，今惟恭錄列聖寶墨、皇上奎章，兼及御定《西清古鑒》《三希堂帖》《淳化軒帖》《蘭亭八柱帖》諸刻。餘悉不登，以滌其濫。有原本疏而今補者二：《天文略》中樵惟載《步天歌》，今則敬遵聖祖仁皇帝御制《儀象考成》，《靈台儀象志》，皇上御制《儀象考成後編》，會通中西之法，以究象緯之運行。《地理略》中樵以四瀆統諸水，而州縣郡道，以水為別。今則於其不入四瀆者，大河以北如盛京、京畿諸水，大江以南如浙、閩、甌、粵諸水，以及滇南、漠北諸水自入南北海者，並一一補載。而河有重源，今厎定西域而始知者，亦恭錄聖制，以昭示來茲。有原本冗瑣而今刪並者三：《藝文略》中樵所列既多舛訛。《校讎略》中樵所舉亦未精確。《圖譜略》中樵分「記有」、「記無」二類，而「記無」多至二十六門，既多虛設。如擊桐、試馬、鬥羊、對雉諸圖，尤猥雜無取。今並以欽定《四庫全書總目》為斷，以折其中。有原本之所未聞者三：《六書略》中以國書十二字頭括形聲之變化，並以《欽定西域同文志》臚列蒙古、西番、托忒、回部諸字。絲牽珠貫，音義畢該，非樵之穿鑿偏旁所知也。《七音略》中以國書合聲之法為翻切之總鑰，而兩合、三合之中有上下連書，有左右並書，有重聲大書、輕聲細書，以《欽定同文韻統》為華梵之通津。以天竺五十字母配合成一千二百十二音，又以西番三十字母別配合成四百三十四音，而各釋以漢音。漢音不具，則取以合聲，非樵株守等韻所知也。《昆蟲草木略》中樵分八類，五朝《續通志》已為補漏訂訛。至於中國所無而產於遐方，前代所無而出於今日，如金蓮花、夜亮木之類，見於《欽定廣群芳譜》。普盤櫻、額堪達罕、秦達罕之類，見於聖祖仁皇帝《幾暇格物編》。北天竺烏沙爾器、火雞、箬漠鮮、知時草之類，見於御制詩集。如奇石、密食、鷟鸑爾之類，見於《欽定西域圖志》。尤非樵之抱殘守匱所知矣。蓋創始之作，考校易疏；論定之餘，體裁益密。生於衰微之世，則耳目難周；生於明備之朝，則編輯易富。樵當宋之南渡，局於見聞，又草創成書，無所質證，故踳駁至於如斯。以視遭遇昌期，仰蒙聖訓，得以蒐羅宏富，辨證精詳，以成一代巨觀者。其瞠乎莫逮，亦良有由矣。」

## 版本
- 《欽定皇朝通志》，四庫全書刻本，清乾隆五十二年。[3]
- 《皇朝通志》，杭州浙江書局刊本，清光緖八年(1882)。[4]
- 《十通》第六種，《皇朝通志》，上海商務印書館刊本，民國二十四年(1935年)。[5]
- 《清朝通志》，臺北新興書局刊本，民國四十七年(1958年)。[5]